# Proyecto de control de la malaria

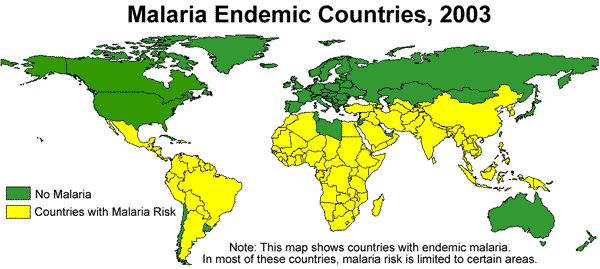
Países con regiones donde la malaria es endémica en el año 2003 (color amarillo). Los países en verde están libres de casos autóctonos de malaria en todas sus áreas.

El Proyecto de control de la malaria (Malaria Control Project), también conocido como Malariacontrol.net es un proyecto de computación distribuida para luchar contra la malaria, en concreto para buscar el modelo estocástico de la epidemia y la historia clínica de Plasmodium falciparum. Nació el 8 de noviembre de 2005 por la iniciativa de un grupo de estudiantes bajo la supervisión de expertos del Instituto Tropical Suizo (STI) y la Organización Europea para la Investigación sobre la Investigación Nuclear (CERN), con el apoyo de la Universidad de Ginebra y varias universidades africanas. Como otros proyectos similares, se asienta en la plataforma de Infraestructura Abierta de Berkeley para la Computación en Red BOINC.
Los resultados se utilizarán para determinar las estrategias para combatir el contagio por mosquitos, la medicación y las vacunas actualmente en desarrollo o experimentación contra la malaria. El objetivo es utilizar la potencia de la computación distribuida mediante donaciones voluntarias de tiempos de procesador para analizar el gran volumen de datos sobre la enfermedad actualmente en espera, para  el que se calcula tardarían más de 40 años por medios tradicionales.

## Desarrollo

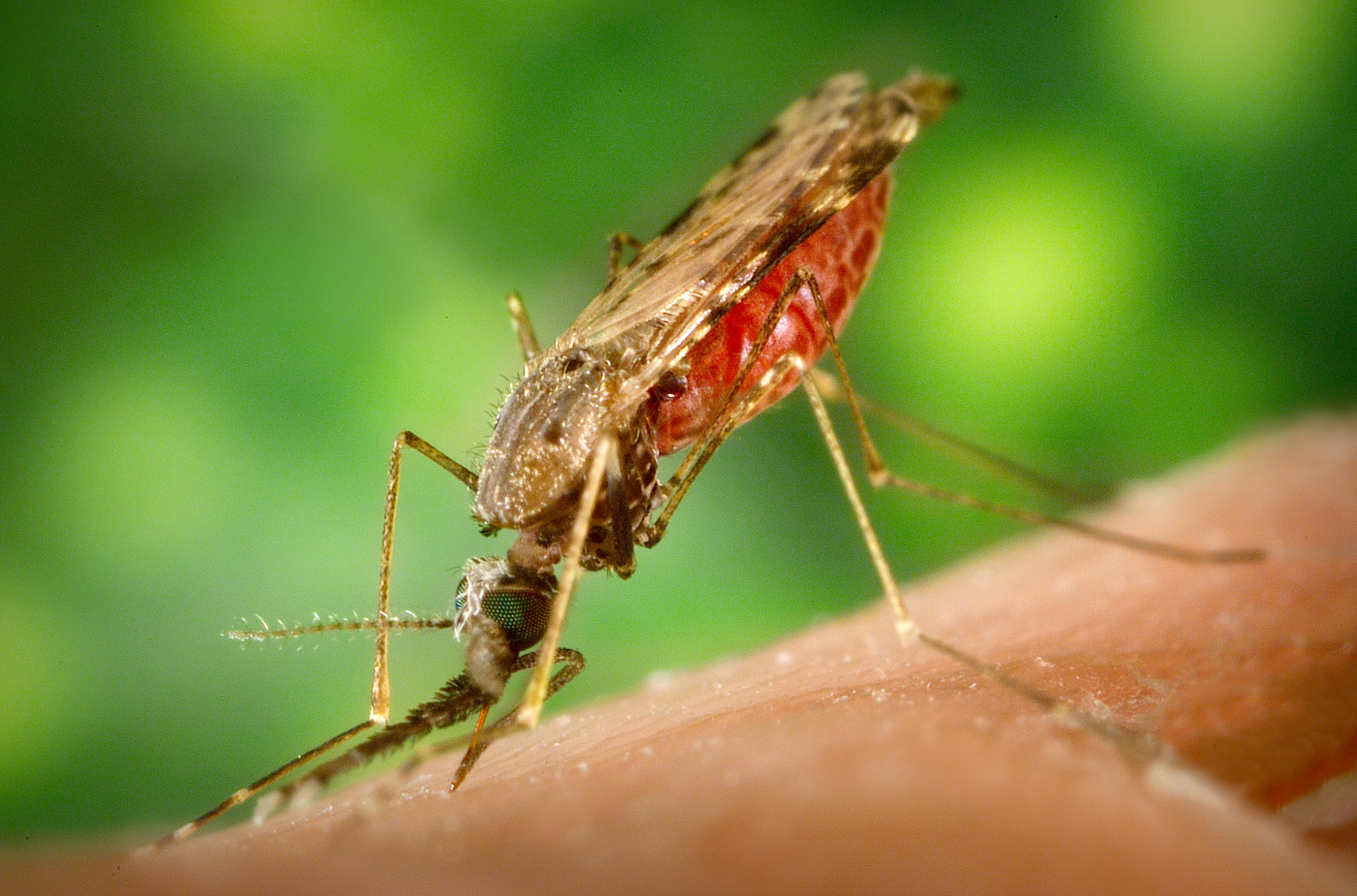
Mosquito Anopheles albimanus alimentándose sobre un brazo humano. Este insecto es vector de la malaria y el control de los mosquitos es una manera muy eficaz de reducir la incidencia de la malaria.

El Instituto Tropical Suizo ha desarrollado varios modelos de simulación de la dinámica de la transmisión de Plasmodium falciparum, de tal modo que es posible ensayar y predecir los efectos de la malaria en las poblaciones humanas, añadiendo factores sociales.
El propósito de la modelización es ser capaz de simular, gracias a las computación distribuida, el estado actual de la enfermedad. Los resultados pueden ser utilizados para distribuir mosquiteros, prever campañas de medicación, y desarrollar nuevas vacunas para detener la propagación de la enfermedad.
Inicialmente, el STI utilizó su capacidad de computación de 40 ordenadores para un estudio preliminar de los modelos. Para validar los modelos, sin embargo, es necesario para simular las intervenciones a gran escala con la consiguiente necesidad de potencia de cálculo muy superior, lo que conllevó la creación del proyecto OpenMalaria y malariacontrol.net, que permiten el acceso a los datos del instituto a cualquier investigador del mundo de forma gratuita.